# Safia Zaghloul
Safiya Zaghloul (صفية زغلو, El Cairo, 1876- El Cairo, 1946) fue una activista y política egipcia, figura importante en las protestas de 1919 en Egipto. Es considerada como la “madre de Egipto” (Umm al- Misriyyin). 
Estas protestas en las que también participan contemporáneas de Safiya y figuras de suma relevancia dentro de lo que es considerado como la primera ola del feminismo árabe, como lo fue Huda Shaarawi (1882-1947), permitieron movilizar a un notable número de mujeres que participaron en las grandes manifestaciones que se produjeron por todo el país para reclamar la independencia de Gran Bretaña. Un hecho en el que, “las mujeres no sólo tomaron posesión de un espacio público antes reservado casi en exclusiva a los hombres, sino que, al enarbolar banderas, corear proclamas o arengar a las multitudes, defendieron también su condición de ciudadanas en demanda de libertad”. Empezó a considerarse desde ese momento el activismo como una parte fundamental en la lucha por el nacionalismo.
En un escenario de la lucha por el cambio y la reforma, el movimiento de estas mujeres formó uno de los componentes del movimiento democrático. Abrió un frente importante para lidiar con una situación autoritaria, se pusieron sobre la mesa los denominados “asuntos de la mujer”, que se llegaron a convertir en un tema central en el proceso de reforma y cambio. Según los expertos, el progreso social de cualquier sociedad está estrechamente relacionado con el avance y la emancipación de las mujeres de todos los obstáculos.
Safiyya, a diferencia de muchas de sus compañeras, pertenecía a una clase aristocrática (muchos de los textos a los que se hace referencia se habla de una clase de “mujeres de élite” debido a su posición social). Fue hija del político egipcio Moustapha Fahmi Pasha quien ostentó diversos cargos en el gobierno, entre ellos, el de primer ministro. Su marido, Saad Zaghloul (لسعد زغلو) político egipcio pasó por varios ministerios y tras mantener distintos desacuerdos acabó arrestado y deportado a las Seychelles.
Dentro de las protestas el envío de misivas y peticiones a gobiernos extranjeros se convertiría en “la parte central de los rituales de protestas”. Comenzaron, de esta forma.
Paradela, N. (20014). “El feminismo árabe y su lucha por los derechos de la mujer”. Encuentros Multidisciplinares, 46. 2 Al- Kharusi.M. (2017). The Role of Arab Women in The Revolutionary Struggle Movements. 3 John Marlow. “Saad Zaghlul,, egiptian statesman” https://www.britannica.com/biography/Sad-Zaghlul. a hablar en nombre de las mujeres de Egipto y firmaban estos documentos como “Las Damas de Egipto” o “Las Mujeres Egipcias”4.
La presencia de Safiyya fue un ejemplo y referente para las jóvenes que se adherían a esta manifestación. Siguieron sus discursos y tomaron como ejemplo cada uno de los documentos que firmaba y cartas que enviaba junto con sus compañeras. Los expertos ensalzan el cuidado con el que se forjó una imagen pública, así como su forma de hablar o los retratos fotográficos que se dejaba hacer (este hecho la caracterizó por la gran cantidad de fotografías que se conservan con respecto al resto de mujeres que tuvieron una posición relevante dentro de las manifestaciones y de los movimientos políticos). Una imagen, extremadamente cuidada y cargada de significado, que como hace referencia en su obra Beth Baron, no estuvo exenta de controversia tras la publicación de diferentes obras y documentos que intentan desmontar el carácter que la propia Safiyya intentaba transmitir en cada uno de sus actos.
Tras el exilio de su marido, Safiyya se convirtió en una figura fundamental en el partido Al- Wafd, partido que había presidido su marido, quien a su vuelta del exilio volvió a tomar las riendas de este.
La división femenina mantuvo durante años su línea política y fue de suma importancia en el panorama egipcio. Empezaron a gestarse movimientos como La Unión Feminista Egipcia (يالاتحاد النسائي المصر) en los que Safiyya tuvo especial relevancia y que continuaron protestando en el nombre de la mujer egipcia “a los americanos y otros funcionarios un esfuerzo por dirigirse a la opinión pública mundial”5.
Aunque esta activista y feminista egipcia no ha tenido la relevancia que se merece, en parte por la coincidencia en el tiempo con otras de sus compañeras activistas como, por ejemplo, Huda Shaarawi de quien podemos encontrar largos y extensos artículos, la relevancia y la valentía de Safiyya debe ser recordada por su papel en la revolución egipcia: como la precursora de muchos derechos de la mujer egipcia y como la que mujer que abrió su casa a la comunidad (Bait al Umma).